# Bernard Pierre Wolff
Pour les articles homonymes, voir Wolff.
Bernard Pierre Wolff (né le 26 novembre 1930 à Connerré et mort le 28 janvier 1985  à New York) est un photographe français.
Ses photographies ont été publiées dans diverses publications, parmi lesquelles le New York Times, Herald Tribune, Modern Photography, Zoom, Photo, Photo Magazine.
Auteur de plusieurs livres de photographies en noir et blanc, on se souvient de ses photos prises au cimetière monumental de Staglieno, à Gênes, utilisées par Peter Saville et le groupe new wave anglais Joy Division pour l'album Closer (1980) et pour le single Love Will Tear Us Apart publiés par le label Factory Records.

## Biographie
Bernard Pierre Wolff arrive à Paris à 23 ans et y suit des cours de menuiserie. Il prend ses premières photos avec un Kodak basique lors de son service militaire au Maroc.
Revenu à Paris, il gagne sa vie comme modèle, puis figurant dans plusieurs films. Il devient l'assistant d'Henri Langlois à la Cinémathèque française et contribue à d'importantes rétrospectives et expositions.
Fasciné par New York, il quitte Paris en 1958 pour s'installer dans Big Apple. Il est engagé comme dessinateur graphique par la Foreign Policy Association, qui lui confie rapidement un Nikon pour photographier les conférences. Il travaille peu à peu d'autres thèmes, paysages, portraits, et scènes de rue.
À partir de 1972, son travail lui vaut des missions commissionnées par l'ONU et l'Unicef : il voyage en Afrique, en Amérique du Sud et en Inde.
En 1974, il effectue un stage auprès de Charles Harbutt qui s'avère décisif.
Devenu totalement maître de son art, il repart en Inde, participe à des expositions à New York et Paris (à la Galerie Agathe Gaillard).
Il continue à voyager (Espagne, Portugal, France, Italie) et à exposer les années suivantes. En 1978 - où il commence à prendre des photos dans les cimetières - il publie son premier livre intitulé Friends and Friends of Friends.
En 1980, il retourne en Inde, ce voyage donnant naissance à son deuxième livre, En Inde, paru en 1982. Son troisième livre - New York Macadam - est publié l'année suivante. 
Il travaille sur un projet de livre sur Londres et ses habitants, et repart une dernière fois en Afrique pour l'ONU en 1984.
Atteint du sida, il revient à New York pour travailler à un premier livre de photographies en couleurs, mais il y meurt prématurément le 28 janvier 1985.
À Paris, une exposition est organisée à sa mémoire un an après sa mort à l'Espace photographique de Paris Audiovisuel au Forum des Halles, préfiguration de la future Maison européenne de la photographie, qui a donné le nom de Bernard Pierre Wolff à son auditorium. La MEP organise à son tour une exposition en 2017 et publie un catalogue des œuvres présentées.
Bernard Pierre Wolff a capté la plupart de ses scènes de rue avec son Leica, s'inscrivant dans la lignée d'un Robert Frank. Il ne recadrait jamais ses photos.

## Publications
- 1978 : Friends and Friends of Friends, E. P. Dutton  (ISBN 0-52547-519-2)
- 1982 : En Inde, éditions du Chêne/Hachette,  (ISBN 2-85108-300-7)
- 1983 : New York Macadam, éditions du Chêne/Hachette,  (ISBN 2-85108-331-7)
- 1987 : Bernard Pierre Wolff, catalogue d'exposition, Espace photographique de Paris Audiovisuel
- 2017 : Bernard Pierre Wolff - Itinérances 1971-1984, catalogue d'exposition, Maison européenne de la photographie / Éditions de A à Z

## Expositions
- 2017 : Bernard Pierre Wolff - Photographies 1971-1984, Maison européenne de la photographie, commissariat d'exposition Jean-Luc Monterosso, 28 juin - 27 août 2017[3]